# 溥葵
奉恩輔國公溥葵（1873年6月19日—1926年9月15日），奉恩鎮國公載遷第一子，母妻瓜爾佳氏，其父為恩齡，循郡王系第五代。
他在同治十二年五月（1849年）出生，光緒二十三年十二月（合1898年）考封三等鎮國將軍爵位，光緒二十五年十月（1899年）接替父親成為循郡王第五代，但因為循郡王並非世襲罔替的爵位，因此他的封爵只是奉恩輔國公。
民國十五年八月（1926年）他去世，虛齡五十四岁，由養子毓槮襲封循郡王系第六代。